# Martín Muñoz de las Posadas
Martín Muñoz de las Posadas er en by og kommune i det centrale Spanien i provinsen Segovia. Den har et indbyggertal på 249 (2024) indbyggere.